# Reinhard Pöllath
Reinhard Pöllath  (* 15. Januar 1948 in Marktredwitz) ist ein deutscher Rechtsanwalt, Manager und Honorarprofessor.

## Leben
Pöllath stammt aus einer Familie in Oberfranken, die seit dem 17. Jahrhundert eine Tischlerei betrieb. Er legte 1967 in Marktredwitz das Abitur ab. Nach dem Wehrdienst studierte er von 1969 bis 1973 Rechtswissenschaften an der Universität Regensburg und der Ludwig-Maximilians-Universität München. Anschließend war er Stipendiat der Studienstiftung des deutschen Volkes, mit deren Unterstützung er an der Harvard Law School bis 1974 einen Studiengang zum Master absolvierte.
1977 wurde er als Anwalt zugelassen und war zunächst als Rechtsanwalt in München tätig,  außerdem in Frankfurt am Main und in Berlin. Bis  1993 war er Sozius einer Kanzlei in München und bis 1997 Geschäftsführer eines Immobilien- und Hotelunternehmens. Zusammen mit anderen Anwälten gründete er 1997 Kollegen P+P Pöllath + Partners; die Kanzlei ist in München, Berlin und Frankfurt vertreten. Er ist spezialisiert auf Beratung von Familienunternehmen, Unternehmenskauf, Nachfolge und Vermögen, internationales und deutsches Steuerrecht, Stiftungen und Trusts sowie  Pro-Bono-Aktivitäten. 
Bekannt wurde er als Berater  der Familie Herz, die ihm nach Streitigkeiten der Erben 2002 als Interimschef den Vorstandsvorsitz der Tchibo  Holding AG antrug. Nach einem Jahr wurde er Vorsitzender des Aufsichtsrats als Nachfolger von Jens Odewald
2006 wurde er mit der Dissertation Unternehmensübertragung. Nachfolge oder Verkauf als unternehmerische Organisationsaufgabe promoviert, aufbauend auf dem Handbuch des Unternehmenskaufs (2015 in 14. Auflage).
2007 übernahm er nach dem Tod von Erich Schumann die Geschäftsführung der Brost Holding, die 50 Prozent an der WAZ-Mediengruppe hielt.
Er ist Aufsichtsratsvorsitzender der Maxingvest AG (ehemals Tchibo Holding AG) und der Beiersdorf AG. Er war Aufsichtsratsvorsitzender der Escada SE.
Pöllath hat eine Honorarprofessur am Institut für Steuerrecht an der Westfälischen Wilhelms-Universität in Münster (Westfalen) und ist Vorstandssprecher der Max-Planck-Förderstiftung, die er 2006 zusammen mit Stefan von Holtzbrinck gründete. Er ist Gründer oder Förderer der Stiftung Hilfe zur Selbsthilfe (Up Microloans), der Stiftung ex Oriente, der Korea-Stiftung, der Beiersdorf-Unna-Stiftung und Mitglied des Vorstands der Stiftung Nobelpreisträgertreffen Lindau.
Im Herbst 2013 saß Pöllath für neun Tage in Untersuchungshaft wegen des Verdachts der Beihilfe zur Hinterziehung von Schenkungsteuern in Höhe von bis zu 440 Millionen Euro durch den Pharma-Milliardär Curt Engelhorn, dessen Vermögen Pöllath mitverwaltete. Die mit der Finanzverwaltung ausgehandelte Steuernachzahlung durch die Familie Engelhorn hatte sich auf rund 145 Millionen Euro belaufen.

## Ehrungen
- Nach Pöllath ist der Asteroid (7448) Pöllath benannt, der am Tag vor seiner Geburt entdeckt wurde.[19]
- 2009: Bundesverdienstkreuz 1. Klasse

## Veröffentlichungen (Auswahl)
- mit Albert J. Rädler: Handbuch der Unternehmensakquisition. Metzner, Frankfurt am Main 1982, ISBN 3-7875-4304-X.
- mit Hans-Joachim Holzapfel: Recht und Praxis des Unternehmenskaufs. Rechtliche  und steuerliche Aspekte. Köln 1984, ISBN 3-8145-0135-7 (12. Auflage 2005).
- Unternehmensfortführung durch Nachfolge oder Verkauf. Wirtschaftliche, rechtliche, steuerliche Grundlagen und Praxis. Nomos, Baden-Baden 2007, ISBN 978-3-8329-2489-8.
- mit Hans-Joachim Holzapfel: Unternehmenskauf in Recht und Praxis. Köln 2010, 14., neu bearbeitete Auflage ISBN 978-3-8145-7435-6.

Herausgeberschaften
- mit Ingo Saenger: 200 Jahre Wirtschaftsanwälte in Deutschland. Nomos, Baden-Baden 2009, ISBN 978-3-8329-4446-9.